# 多田幸雄
多田 幸雄（ただ ゆきお、1936年12月15日 - 1990年5月21日）は、日本の俳優、声優。本名は同じ。別名義:多田 幸男。
大阪府大阪市大正区鶴町出身。兵庫県立加古川西高等学校商業科、舞台芸術学院卒業（12期生）。貿易会社、劇団俳優小劇場 、フリーランスを経て、竜企画、エム・スリーに所属していた。
声種はテノール。特技は柔道、日本舞踊、関西弁。

## 出演作品

### テレビドラマ
- 隠密剣士 第8部「忍法まぼろし衆」 第9話「甲賀の金剛」（1964年）
- 幕末（1964年）
- 事件記者（1965年）
  - 第348話「雷雨」
  - 第371話「手錠」
- 大河ドラマ
  - 源義経 第28話「屋島攻め」（1966年） - 藤原基実の使者
  - 竜馬がゆく 第17話、第18話、第30話（1968年） - 久松喜代馬
  - 元禄太平記（1975年）
  - 花神（1977年）
    - 第6話「長崎の女」
    - 第50話「最後の武士」

  - 草燃える（1979年） - 愛甲季隆
  - おんな太閤記（1981年） - 武井夕庵
  - 峠の群像（1982年） - かくし目付
  - 徳川家康（1983年） - 喜多川平右衛門
  - 春の波涛（1985年） - 星亨
  - 独眼竜政宗（1987年） -  長江月鑑斉
- ウルトラQ 第21話「宇宙指令M774」（1966年） - 宮本航海士（巡視船ねぎし）
- 七人の刑事
  - 第2シリーズ
    - 第253話「現場遺留品」（1966年）
    - 第360話「尾行」（1968年）

  - 第3シリーズ（1979年）
    - 第37話「不思議な国のアリス」
    - 第45話「岩下刑事の恋人」
- 風 第32話「今千姫」（1968年）
- 三匹の侍 第6シリーズ 第1話「荒野に在り」（1968年） - 一角
- 銀河ドラマ→銀河テレビ小説
  - 一の糸（1969年） - 露沢清吉
  - しあわせ志願（1988年）
  - お父さん入門（1988年）
- ドラマ特集 / 夫婦不連続線（1969年）
- 柳生十兵衛 第4話「剣と槍」（1970年） - 木村助九郎
- ゴールドアイ 第17話「羽田発福岡行101便」（1970年）
- 大忠臣蔵（1971年） - 谷村友之進
- 遠山の金さん捕物帳 第48話「牢を破った男」（1971年） - 吉岡正之進
- 怪奇十三夜 第5話「髑髏妻の怪」（1971年）
- 天皇の世紀 第一部 第7話「黒い風」（1971年）
- 特別機動捜査隊 第541話「光と影のブルース」（1972年）
- 緊急指令10-4・10-10 第25話「死を呼ぶ鳩」（1972年） - 鑑識課員
- 火曜日の女シリーズ / ある朝、突然に…（1972年、NTV）
- 大江戸捜査網
  - 第55話「月夜に消えた女」（1972年）
  - 第213話「火花散る隠密七変化」（1975年） - 同心・桂木
  - 第232話「江戸に吹く凶悪の風」（1976年）
  - 第288話「浪人殺しの陰謀」（1977年）
- 荒野の素浪人
  - 第1シリーズ 第59話「謀略 皆殺しの砦」（1973年）
  - 第2シリーズ（1974年）
    - 第12話「鬼火の谷」
    - 第28話「異人武士道」
- 太陽にほえろ!
  - 第44話「闇に向って撃て」（1973年）
  - 第225話「疑惑」（1976年） - 城北署捜査一係刑事
  - 第253話「生きがい」（1977年） - 津上刑事
  - 第275話「迷路」（1977年） - 古沢恒夫
  - 第309話「危険な時期」（1978年） - 田山（響組幹部）
  - 第368話「事件の背景」（1979年） - 刑事
  - 第387話「雨の中の女」（1979年） - 静岡県警交通課巡査
  - 第399話「廃墟の決闘」、第400話「スコッチ・イン・沖縄」（1980年） - 林刑事係長（山田署）
  - 第654話「二度泣いた男」（1985年） - 大阪府警大国署捜査一係長
- 花王 愛の劇場
  - 越前竹人形（1973年）
  - 別れて生きる時も（1978年）
  - 夫婦（1982年）
- イナズマン 第17話「謎の対決! ふたりの渡五郎!!」（1974年） - 刑事
- 伝七捕物帳 第15話「油地獄の女」（1974年）
- 連続テレビ小説
  - 鳩子の海（1974年 - 1975年）
  - おしん（1983年）
- 白い牙 第7話「父子仁義・有光洋介」（1974年）
- 華麗なる一族（1974年） - 岡村安司
- おんな浮世絵・紅之介参る! 第17話「恐怖の暗殺集団」（1975年）
- 破れ傘刀舟悪人狩り
  - 第50話「恐怖の脱獄者」（1975年）
  - 第129話「御狩場絶唱」（1977年） - 多吉
- 新宿警察 第7話「帰らざる街」（1975年）
- 敬礼!さわやかさん 第13話「あなたは甲子園の星!」（1976年）
- 夜明けの刑事 第61話「死者への花は絶やさない!!」（1976年）
- 非情のライセンス 第2シリーズ 第52話「兇悪の再会」（1976年） - 君塚
- 江戸の旋風シリーズ（1977年）
  - 同心部屋御用帳 江戸の旋風II 第45話「思わぬ下手人」
  - 同心部屋御用帳 江戸の旋風III 第13話「おかしな約束」
- 女がふりむくとき（1977年）
- 菜の花の女（1977年） - 田鶴子の夫
- 新選組始末記 第7話「壬生心中」（1977年）
- 怪人二十面相 第16話「奇襲! 二十面相、東京タワーに出現」（1977年）
- 大都会 PARTII
  - 第13話「俺の拳銃」（1977年）
  - 第43話「城西署爆破計画」（1978年）
- 華麗なる刑事 第25話「錆びた手錠」（1977年） - 杉田呉服店主人
- 俺たちの朝 第41話「薩摩の海とカツオ節とああ青春」（1977年） - 山川町漁業協同組合･組合員
- 土曜ドラマ / 男たちの旅路 第3部 第2話「墓場の島」（1977年）
- 赤い絆 第3話「鉄格子の彼方へ」、第4話「あなたの愛をありがとう」（1977年）
- スパイダーマン 第24話「ゴキブリ少年大戦争」（1978年） - 竹内芳雄
- ゴールデンドラマシリーズ / 悪の紋章 第3話（1979年）
- 伝七捕物帳 第13話「命の償い」（1979年）
- 江戸の激斗 第9話「非情の罠・群狼を斬れ!」（1979年）
- 俺たちは天使だ! 第15話「運が悪けりゃ劇的最期」（1979年）
- 江戸を斬るIV 第22話「渡る世間に鬼はなし」（1979年）
- 噂の刑事トミーとマツ 第1シリーズ 第12話「張り込み先の珍家族」（1980年） - 張込み宅の主人
- 西遊記 パート2 第21話「異説 鬼子母神由来記」（1980年）
- 特捜最前線
  - 第156話「乗り逃げ女はリンゴがお好き!」（1980年）
  - 第428話「追跡・ラブホテルの目撃者!」（1985年）
- 風神の門 第20話「甲賀決死隊」（1980年）
- 水曜時代劇
  - 御宿かわせみ 第1シリーズ 第20話「初春の客」（1981年）
  - 立花登・青春手控え 第19話「哀しみの罠」（1982年）
- 明るいなかま（1981年）
- 金曜劇場 / 私はタフな女 第4話「コップ半分の幸せ」（1981年）
- 玉ねぎむいたら… 第8話「混乱ラジオ生放送」（1981年） - 小田
- 気になる天使たち 第9話「君がいて、僕がいる」（1981年）
- ザ・ハングマン 第49話「強奪一億円 召し上げ作戦」（1981年） - 刑事
- ザ・サスペンス / 「入試問題」殺人事件（1982年）
- 同心暁蘭之介 第36話「殺しの影」（1982年）
- 勇者は語らず いま、日米自動車戦争は（1983年）
- 高校聖夫婦 第15話「一人ぼっちの夏」（1983年）
- 火曜サスペンス劇場
  - 二度目のさよなら（1985年）
  - 署名のない風景画（1986年）
- 土曜ワイド劇場 / 混浴露天風呂連続殺人 第4作「女子大生秘湯ツアー連続殺人 上州路に消えたヌードギャル」（1985年）
- 新大型時代劇 / 真田太平記（1985年 - 1986年） - 仙石秀久
- 木曜劇場 / ライスカレー（1986年） - 佐々
- おんな風林火山（1986年 - 1987年）
- ドラマスペシャル / 北の国から'87初恋（1987年）
- 橋田壽賀子ドラマ おんなは一生懸命 第2話（1987年） - 医師
- 水曜ドラマ（1988年）
  - とっておきの青春
  - 続イキのいい奴
- 裸の大将放浪記 第32話「清の雪ん子ドサン娘物語」（1989年）
- 夏の嵐（1989年）
- 奇妙な出来事 第3話「長電話」（1990年）

### 映画
- 横堀川（1966年）
- 私が棄てた女（1969年）
- 華麗なる一族（1974年） - 記者
- 阿寒に果つ（1975年）
- 若妻日記 悶える（1977年） - 赤沢淳
- 青い獣 ひそかな愉しみ（1978年） - 中年の警官
- 団地妻 狙われた寝室（1979年） - 富井副社長

### 舞台
- 十一匹のネコ
- 正午の伝説
- ものみな歌で終る

### バラエティ
- 世界まるごとHOWマッチ（声の出演）
- 私だけが知っている

### 吹き替え
- サンダーバード
- 世界まるごとHOWマッチ